# Gupfen
Gupfen ist ein Gemeindeteil der Gemeinde Berg im Landkreis Hof (Oberfranken, Bayern).

## Geographie
Gupfen liegt an der Südwestabdachung seines Hausberges und ist östlicher Nachbar des Gemeindeteils Eisenbühl. Beide Dörfer liegen eng beieinander und an der Panoramastraße, das ist die Kreisstraße HO 8.